# Biamesse
Biamesse (ou Biamese) est un village du Cameroun, situé dans l'arrondissement (commune) de Kiiki, le département du Mbam-et-Inoubou et la région du Centre.

## Environnement
C'est un village de montagne reposant sur le socle d'un massif granitique. La végétation est constituée de forêt et de savane.

## Population
En 1966, Biamesse comptait 635 habitants, principalement des Bafia. Lors du recensement de 2005, on y a dénombré 399 personnes.

## Économie
Les cultures vivrières et le cacao constituent les principales ressources locales.

## Infrastructures
La localité dispose d'une école privée laïque.